# Burg Hohlach
Die Burg Hohlach, auch Hohenloch genannt, ist eine abgegangene mittelalterliche Burg in Hohlach, einem heutigen Gemeindeteil der Gemeinde Simmershofen im mittelfränkischen Landkreis Neustadt an der Aisch-Bad Windsheim in Bayern. Die ab 1024 errichtete Burg kam vor 1178 an die Herren von Weikersheim, die nach der Burg Hohlach den Namen von Hohenlohe annahmen.

## Geschichte

### Entstehung und Lage
König Konrad II. ließ zwischen 1024 und 1039 einen Turm zur Sicherung der Straße Rothenburg−Ochsenfurt errichten. Diese war ein Teilstück des wichtigen Handelsweges, der von Frankfurt über Würzburg den Main hinauf bis Ochsenfurt führte, von wo der Weg nach Süden in Richtung der Alpenpässe (Augsburg−Innsbruck−Bozen) über Land zu nehmen war. Die Burg Hohlach lag an der Verbindung dieses Weges zur schiffbaren Tauber. Sie wurde zum namensgebenden Stammsitz des Hauses Hohenlohe, das bis ins 14. Jahrhundert das einträgliche Geleitrecht an den Handelsstraßen um das Taubertal innehatte.
Unerforscht ist, ob es sich bei der Burg Hohlach um einen Bergfried, einen Wohnturm oder eine Motte handelte, ob mit oder ohne Wassergraben oder Ringmauer. Die zugehörige Grundherrschaft wurde jedenfalls von Ministerialen, den Herren von Enheim, verwaltet, deren Stammsitz ein hohenlohisches Lehen in Enheim war. Diese verwalteten auch die Burg Brauneck, welche Konrad von Hohenlohe um 1230 auf halbem Weg nach Weikersheim erbaute. Unerforscht ist selbst die genaue Lage der Burg, denn es ist zwar zu vermuten, aber nicht gesichert, dass sie identisch war mit dem späteren Festen Haus, das westlich der Kirche stand und heute ebenfalls verschwunden ist. 
Am Nordrand des Dorfes entstand ab 1718 ein heute noch existierendes barockes Herrenhaus unter dem fürstbischöflichen Hofkammerdirektor Gallus Jacob, das jedoch mit geringerer Wahrscheinlichkeit der Standort der mittelalterlichen Burg ist.

### Besitzer
Der 1153 erstmals erwähnte Konrad von Weikersheim (Conradus de Wighartesheim) (* um 1130; † 1183) hatte zwei Brüder, den 1156 bis 1182 auf Urkunden erwähnten Heinrich von Weikersheim und den von ca. 1172 bis 1182 auf Urkunden erscheinenden Adelbert von Weikersheim. Letzterer benutzte 1178 als Herkunftsbezeichnung erstmals von Hohenlohe („Albertus de Hohenloch“), zugleich die erste Erwähnung dieses Ortsnamens. Sein Bruder Heinrich tat dies ebenso ab 1182 (in der Form „Hohenlach“ oder „Holach“). Der Name bedeutet „hochgelegenes Gehölz“ (hohes Loh). Möglich erscheint, dass diese Burg durch Heirat an die Weikersheimer kam. Konrads Sohn Heinrich (* um 1150; † um 1212) wurde zum Stammvater der weiteren Generationen der Hohenlohe. Konrad von Weikersheim seinerseits war möglicherweise ein Sohn des 1136/1141 bezeugten Konrad von Pfitzingen. Dessen Frau soll angeblich eine Sophia gewesen sein, eine illegitime Tochter des Stauferkönigs Konrad III. mit einer vornehmen Dame Gerberga. Die Herren von Hohenlohe bauten ihren Besitz nach Südwesten hin weiter zur Grafschaft Hohenlohe aus. Vielleicht wurde der Name der Burg Hohlach als Familienname gewählt, weil Weikersheim ein Lehen des Klosters Comburg war, Hohlach aber ein Reichslehen, das seinen Besitzern reichsritterlichen Status verlieh.
Als 1378 Gerlach von Hohenlohe Stadt und Amt Uffenheim an Friedrich V., den Burggrafen von Nürnberg, verkaufte, war Hohlach vom Verkauf ausgenommen. In Hohlach saßen weiterhin bis 1645 die Enheimer aus der Linie Übel von Ehenheim als hohenlohische, später ansbachische Lehnsleute. Nach dem Aussterben der Enheimer 1645 wurde das Rittergut an deren Erben verlehnt, kam 1718 an den fürstbischöflichen Hofkammerdirektor Gallus Jacob, 1761 an den kaiserlichen Proviantdirektor Johann Christian von Oettinger und von 1810 bis 1935 an die Freiherrn von Würtzburg. Wann und auf welche Weise das Feste Haus neben der Kirche verschwand, ist unklar. Es könnte dem Dreißigjährigen Krieg zum Opfer gefallen sein. Sitz des Rittergutes wurde danach das mit der Jahreszahl 1718 datierte Barockschloss am Nordrand des Dorfes, das wohl Gallus Jacob erbauen ließ und das noch heute steht.